# Patinaje artístico en los Juegos Mundiales de 2022
El Patinaje artístico en los Juegos Mundiales de 2022 es uno de los deportes que formó parte de los Juegos Mundiales de 2022 celebrados en Birmingham, Alabama durante el mes de julio de 2022, y se celebró en el Birmingham Crossplex.

## Eventos
| Evento          | Oro                                        | Plata                                                | Bronce                                     |
| --------------- | ------------------------------------------ | ---------------------------------------------------- | ------------------------------------------ |
| Libre masculino | Pau Garcia                                 | Alessandro Liberatore                                | Tim Niclas Schubert                        |
| Libre femenino  | Rebecca Tarlazi                            | Andrea Silva                                         | Carla Escrich                              |
| Parejas         | Portugal Ana Luisa Monteiro Pedro Monteiro | Italia · Asya Sofia Testoni · Giovanni Piccolantonio | Colombia · Brayan Carreno · Daniela Gerena |

## Medallero
| Rank               | País               | Oro | Plata | Bronce | Total |
| ------------------ | ------------------ | --- | ----- | ------ | ----- |
| 1                  | Italia             | 1   | 2     | 0      | 3     |
| 2                  | España             | 1   | 1     | 1      | 3     |
| 3                  | Portugal           | 1   | 0     | 0      | 1     |
| 4                  | Alemania           | 0   | 0     | 1      | 1     |
| 4                  | Colombia           | 0   | 0     | 1      | 1     |
| Totales (5 países) | Totales (5 países) | 3   | 3     | 3      | 9     |